# 망건

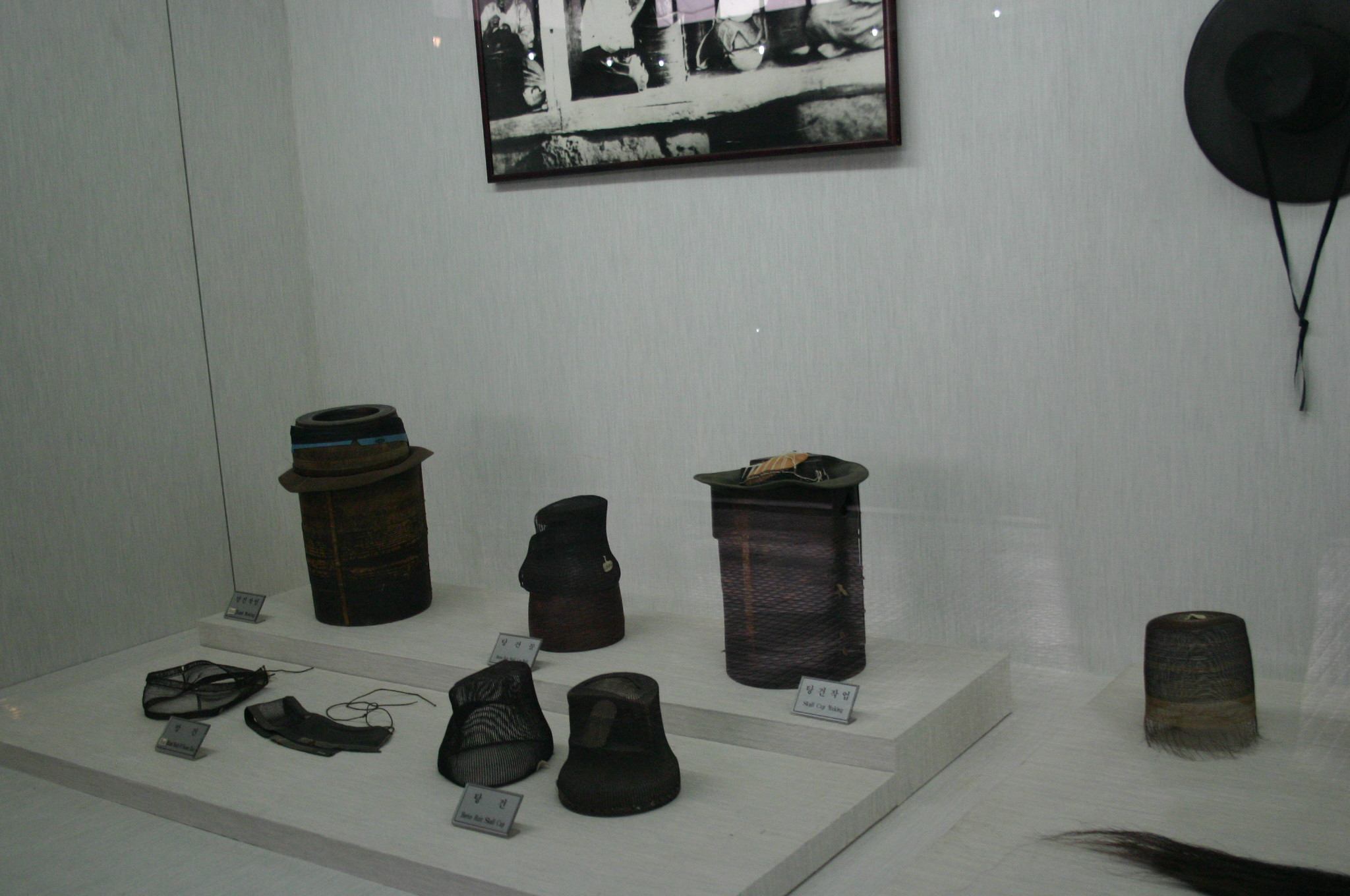
망건(왼쪽 아래)

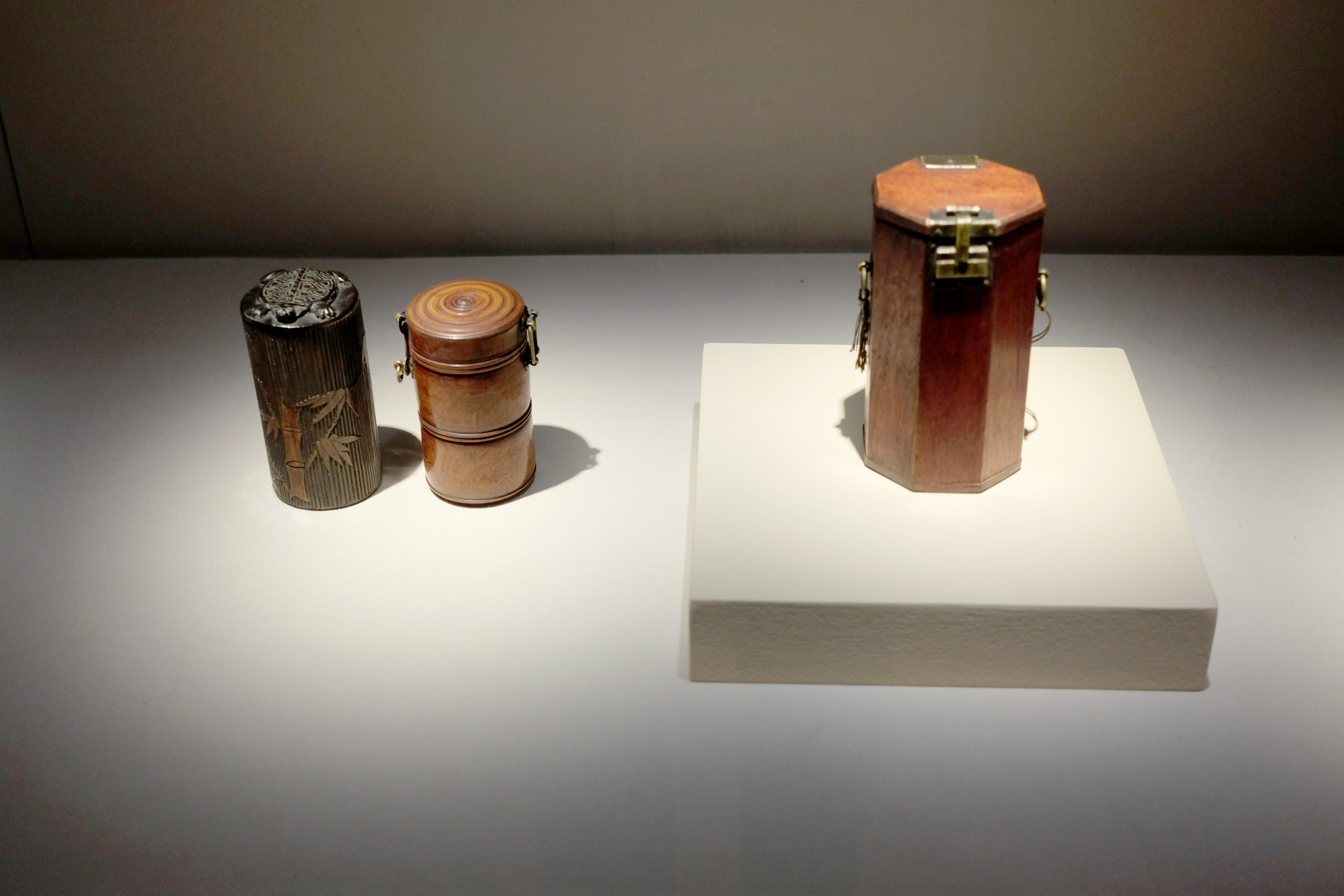
목제 망건 통, 조선, 19세기, 이화여자대학교 박물관.

망건(網巾)은 상투를 틀 때 머리카락이 흘러내려오지 않도록 이마에 두르는 그물 모양의 물건으로, 조선 시대에 결혼한 남자는 모두 썼다. 상류층에서는 사람의 머리카락을, 서민들은 말털을 엮어 사용했다.
망건은 당과 편자, 앞과 뒤로 구성된다. 당은 윗부분을 졸라매는 띠로 '살춤'이라 부르기도 한다. 편자는 아랫부분을 졸라매는 띠다. 그물처럼 얽어매 이마 부분을 감싸는 것을 앞, 뒷머리를 싸매는 부분을 뒤라 부른다. 당과 편자에는 가느다란 줄(당줄)이 달려 있다. 망건을 겯는 과정은 편자를 머리 둘레만큼의 길이로 짜는 것부터 시작한다. 편자는 날과 씨를 모두 말총으로 댄다. 말총은 자주 부러지는데 물에 적셔 놓으면 한결 부드럽다. 편자가 완성되면 쳇데기('체'를 네 개 정도 얹어 만든 작업대) 위에 얹은 망건골(망건 짜는 데 쓰는 원형 틀)에 걸어놓고, 말총을 바늘에 꿰어 설주부터 바닥짜기(80도리)를 한다. 뒷바닥은 촘촘히 하고 이마에 닿는 앞가리 부분은 성글게 뜬다. 유난히 까다로운 작업은 당을 뜰 때다. 신축성이 있어야 하기 때문이다. 편자와 바닥짜기가 끝나면 당에 당줄을 걸어매고 편자와 설주에 검은 명주싸개로 선을 둘러 관자(貫子 : 당줄을 걸어 망건의 크기를 머리에 맞게 조절하여 고정하는 작은 단추 모양의 고리. 신분에 따라 금·옥·광석·뿔·뼈 따위의 재료를 사용하며, 제주에서는 주로 옥이나 조개껍데기를 이용했다.)와 풍잠(風簪 : 망건의 당 중앙 위를 꾸미는 장식품)을 단다. 망건 하나를 만들려면 대개 열흘이 걸린다.

## 같이 보기
- 한복
- 갓
- 탕건
- 정자관